# Arge Radio Niedersachsen
Die ARGE RADIO Niedersachsen wurde am 16. April 2021 als „Arbeitsgemeinschaft der privaten Regionalen Radiosender in Niedersachsen“ gegründet.
Mitglieder sind alle sechs von der Niedersächsischen Landesmedienanstalt lizenzierten lokalen Radiosender in Niedersachsen:
- Meer Radio mit Sitz in Neustadt/Rbg.
- Radio 38 mit Sitz in Braunschweig
- Radio Hannover mit Sitz in Hannover
- Radio Mittelweser mit Sitz in Nienburg/Weser
- Radio Nordseewelle mit Sitz in Norden
- Radio Osnabrück mit Sitz in Osnabrück

Ziel dieser ARGE RADIO Niedersachsen ist es, gegenüber der Medienpolitik nicht nur mit einer Stimme zu sprechen, sondern auch in verschiedenen Projekten zusammenzuarbeiten.
Sprecher der Arge Radio sind Maik Neudorf (Radio Nordseewelle) und Jürgen R. Grobbin.